# Croisades populaires
Pour les articles homonymes, voir Croisade populaire.

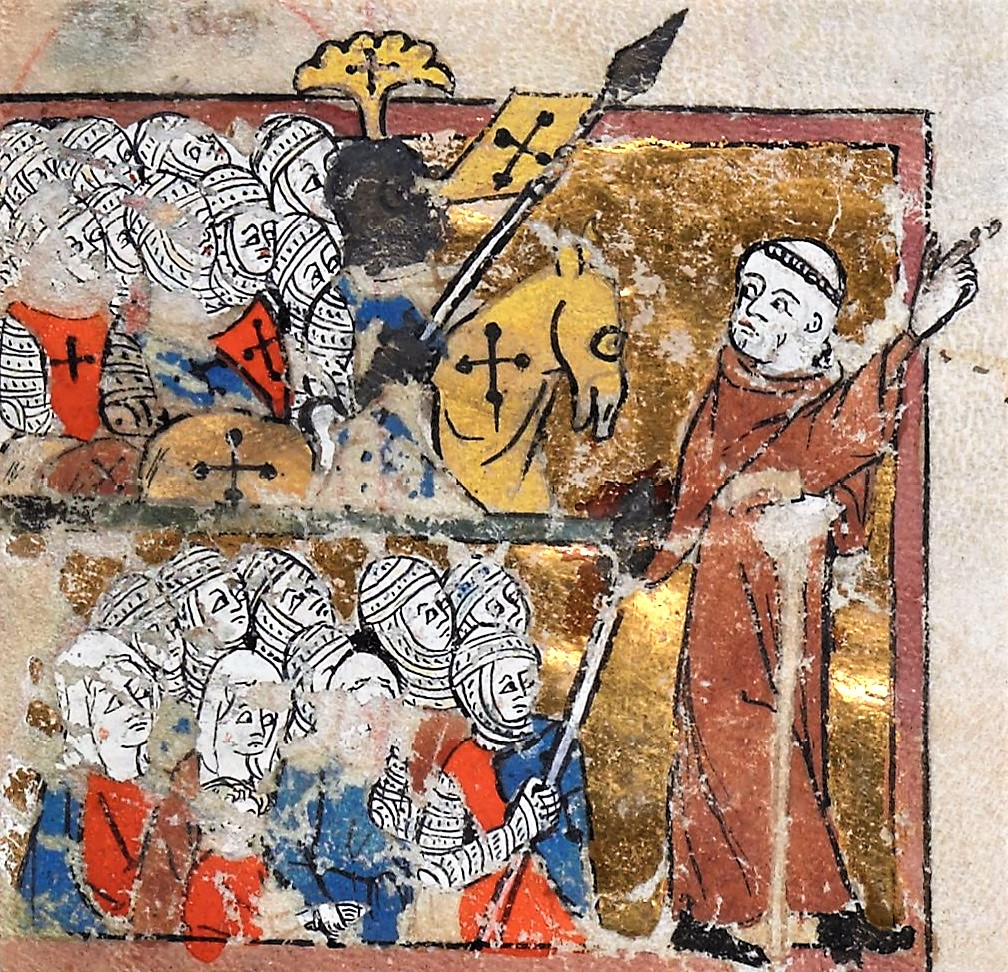
Pierre l’Ermite, principal meneur de la croisade populaire de 1096. Manuscrit français du XIVe siècle (Egerton Manuscript 1500, folio 45 verso)

Les croisades populaires sont des mouvements religieux populaires qui se déroulèrent en marge des croisades officielles. Leur but était d'atteindre Jérusalem. Cependant, la plupart de ces croisades populaires vont dévier de leur objectif initial pour se transformer en véritables massacres collectifs. La première eut lieu à la suite de l’appel aux croisades du pape Urbain II en 1095. Il y eut par la suite plusieurs autres croisades populaires : la Croisade des enfants en 1212, les Croisades des Pastoureaux de 1251 et de 1320, et une autre en 1291 qui provoque la chute de Saint-Jean-d’Acre.
Le terme "croisade populaire" est une convention savante moderne. La distinction entre la hiérarchique (ou officielle) et populaire a été faite pour la première fois par Leopold von Ranke au XIXe siècle. 
Les mouvements généralement considérés comme des croisades populaires sont :
- la Croisade populaire de 1096
- la Croisade des enfants de 1212
- la Croisade des pastoureaux de 1251
- la Croisade des pauvres de 1309
- la Croisade des pastoureaux de 1320